# PA-36
La PA-36 es una vía de doble calzada situada en la Comunidad Foral de Navarra (España). Tiene  una longitud de 0,48 km y sirve de acceso al Polígono Industrial de la Comarca II. Se inauguró, junto con el polígono, el 4 de abril de 2003 por el presidente del Gobierno de Navarra.

## Salidas
| Denominación | Kilómetro | Salida | Dirección                |
| ------------ | --------- | ------ | ------------------------ |
| PA-36        | 0         |        | NA-6001 Pamplona - Noáin |
| PA-36        | 0,5       |        | Comarca II               |